# Unfinished Music No.1: Two Virgins
Unfinished Music No.1: Two Virgins (рус. Незавершённая музыка No.1: Двое Девственников) — дебютный совместный студийный альбом Джона Леннона и Йоко Оно, выпущенный в 1968 году.

## Об альбоме
По словам Леннона, альбом был записан за одну ночь. Музыки на нём не было: пластинка содержала беспорядочный набор шумов, стоны и крики. Примечательна была обложка альбома — на неё была помещена фотография обнажённых Леннона и Йоко Оно.
В Британии было выпущено лишь 5 тысяч экземпляров альбома, однако в США он смог достичь 124 места в чарте.
В 1997 году альбом был переиздан на лейбле Rykodisc c бонус-треком.

## Обложка
Леннон и Оно использовали камеру с временной задержкой, которую установил Тони Брамвелл, чтобы сфотографировать себя обнаженными для обложки альбома: они были сделаны на Монтегю-сквер, 34, в начале октября 1968 года. Леннон объяснил, что они «оба были немного смущены, когда мы делали снимок, поэтому я сам снял его при помощи затвора с задержкой действия». На передней обложке они были изображены обнаженными спереди, а на задней — обнаженными сзади. Идея Джона заключалась в том, чтобы снять обнаженную натуру для обложки альбома.

### Действия общественности
Обложка вызвала возмущение, побудив дистрибьюторов продавать альбом в простой коричневой обертке. Цитаты из 2-й главы Бытия, выбранные Дереком Тейлором, были помещены на заднюю часть коричневого мешка. Название альбома возникло из-за чувства пары, что они были «двумя невинными, потерянными в мире, сошедшем с ума», и потому, что после записи пара завершила свои отношения. Леннон сказал, что обложка «просто казалась нам естественной. На самом деле мы все голые». Альбом был расценен некоторыми властями как непристойный, и его копии были конфискованы в нескольких юрисдикциях (в том числе 30 000 копий в Нью-Джерси в январе 1969 года). Леннон прокомментировал, что шумиха, похоже, была вызвана не столько откровенной наготой, сколько тем фактом, что пара была довольно непривлекательной; позже он описал это как фотографию «двух слегка полноватых бывших наркоманов».

## Список композиций
Слова и музыка всех песен — Джон Леннон и Йоко Оно.
| №  | Название | Длительность |
| -- | --- | ------------ |
| 1. | «Two Virgins Side One» I. «Two Virgins No.1» II. «Togerher» III. «Two Virgins No. 2» IV. «Two Virgins No. 3» V. «Two Virgins No. 4» VI. «Two Virgins No. 5» | 14:14        |

| №  | Название | Длительность |
| -- | --- | ------------ |
| 2. | «Two Virgins Side Two» I. «Two Virgins No.6» II. «Hushabye Hushabye» III. «Two Virgins No. 7» IV. «Two Virgins No. 8» V. «Two Virgins No. 9» VI. «Two Virgins No. 10» | 15:13        |

| №  | Название        | Длительность |
| -- | --------------- | ------------ |
| 3. | «Remember Love» | 4:05         |